# BMWモトラッド
BMWモトラッド（BMW Motorrad）は、ドイツのBMWの自動二輪車生産販売部門。現在の社長はヘンドリック・フォン・キューンハイム。BMWモトラッドは1923年以来オートバイを生産し、2009年は87,306台を販売し総売上は10億6900万ユーロ、2008年は101,685台を販売し総売上は12億3000万ユーロであった。2011年5月に生産した200万台目の車両はR1200GSであった。

## 歴史

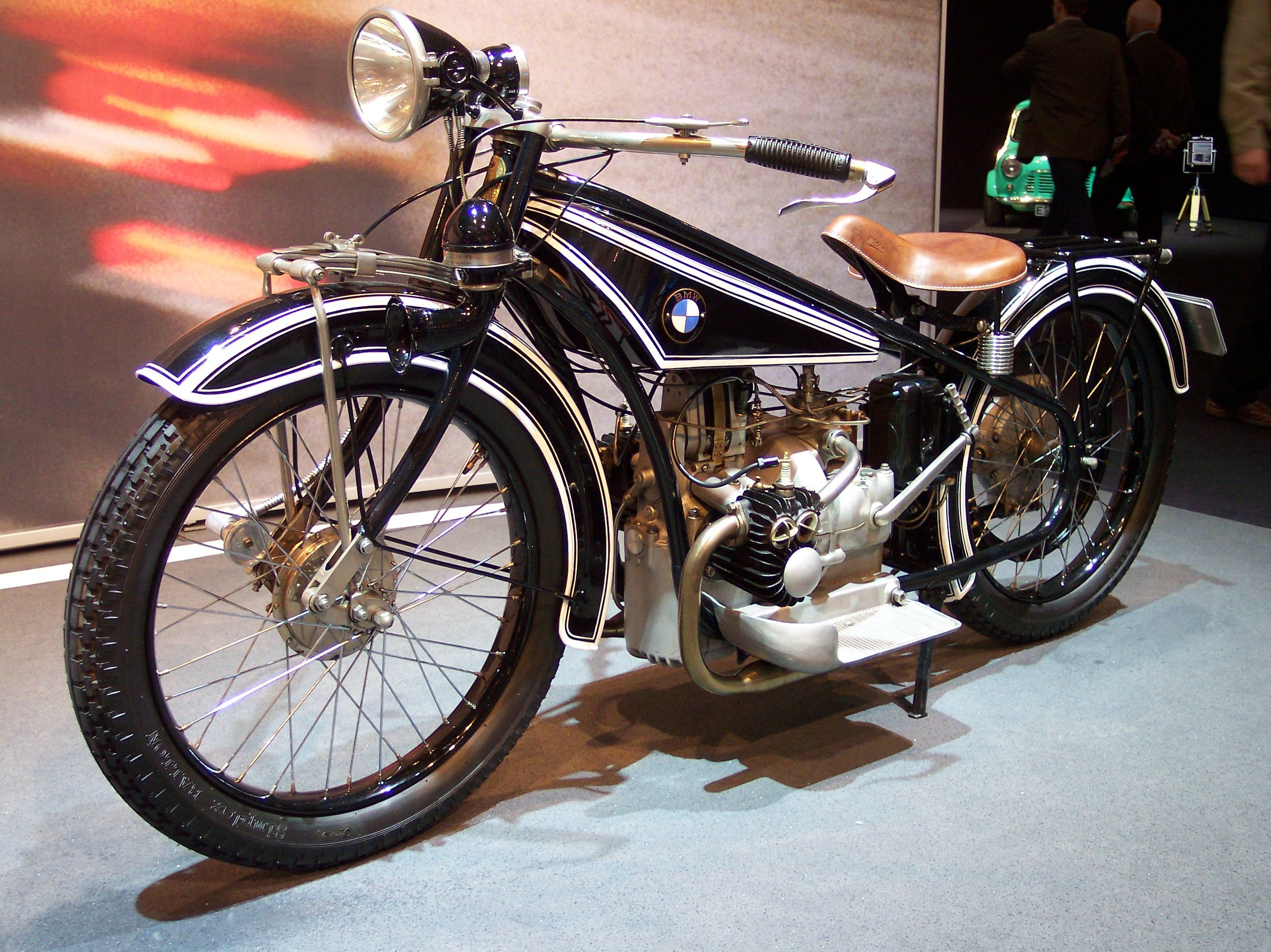
BMWの最初のオートバイ、R32

BMWは20世紀の初めから第一次世界大戦時に航空機のエンジンメーカーとして始まった。最初のオートバイ、R32は1923年に作られ、水平対向ボクサーエンジンを搭載していた。
BMWモトラッドは現在も水平対向ボクサーエンジンを使用しているが、その他の形式のエンジンも製造している。
2008年にはDOHC Boxer HP2 Sportを発表し、G450Xをリリースしてオフロードレーサー市場に本格的に参入した。

## 機種の特徴
BMWの2輪は他の2輪とは異なる機構を採用している例が多いのが特徴である。特に水平対向2気筒エンジン、乾式単板クラッチ、シャフトドライブ、このいずれかを採用しているものが多い。
縦置き水平対向2気筒エンジン
1923年「R32」に初採用された。シリンダーが左右に突き出した縦置きレイアウトをとり、クラッチとトランスミッションを介してそのままドライブシャフトに至る基本レイアウトは、今日においてもRシリーズにおいて健在である。エンジンの動きが、ボクシングの試合開始のグローブタッチの動きに近いことからボクサーエンジンと呼ばれている。
シャフトドライブ
発進時のテールリフトが嫌われるため、日本車では一部の2輪車にしか装備されていないが、BMWではF&S&Gシリーズを除く全車がシャフトドライブモデルである。チェーンドライブに比べて砂塵や泥濘などに強く、日常のメインテナンス作業はほぼ不要である。
乾式単板クラッチ
エンジン縦置きレイアウトではエンジン・クラッチ・変速器が縦に並ぶため、一般的な湿式多板クラッチより薄くできる本方式を採用している。エンジン横置きのKシリーズや水冷化されたボクサーエンジンでは厚さに余裕ができた代わりに直径を小さくする必要があることから、湿式多板クラッチを採用している。
新機軸の採用に熱心であり、近年では次のような技術を他メーカーに先駆けて次々に市販車へ採用している。
排気触媒装置
当初はオプションながら4気筒モデルでは1983年のK100シリーズ、水平対向2気筒モデルでは1993年のR1100シリーズから採用した。触媒での酸化還元反応を安定させるため、電子制御燃料噴射も同時に採用した。
パラレバーリアサスペンション
1987年のR100GSで初採用された、シャフトドライブにおいて問題となる発進時のテールリフトを抑えるために開発されたサスペンション。命名は「パラレル」と「レバー」の合成による。
中間に1か所の屈曲点を持つスイングアームとサブアームによって構成されるリンク機構により、後輪は実際より長いスイングアームで保持されているような軌跡を描きながら上下動する。
テレレバーフロントサスペンション
1993年に発売されたR1100RSで初採用。命名は「テレスコピック」と「レバー」の合成による。
二輪車で一般的なテレスコピック・フォーク式フロントサスペンションでは、ストロークにともないキャスター角も変わるためにハンドリングが変化してしまう。また、急減速時には大きく沈んで緩衝ストロークが不足したうえキャスター角が立って操舵安定性が小さくなる。この状態で路面から強い突き上げを受けると前輪が跳ねてハンドルが振れるなどの極めて危険な現象が発生するが、これを避けるために開発された。
テレスコピック式と比較して操縦安定性に優れる一方、サスペンションが縮むときに前輪がわずかに前方へも移動することから、超高速時の緩衝能力では一歩譲るという評価もある。また、ストロークを大きくすることが構造上難しい。
因みに、テレスコピック式フロントサスペンションを世界で最初に量産市販二輪車に採用したのもBMWである。（R12、1935年）
二輪ABS
1988年にBMWが初めて二輪車用アンチロック・ブレーキ・システムをK100に採用した。
インテグラルABS
2001年に採用された、前後の制動力配分を電子制御で行う前後連動ブレーキシステム。アンチロック・ブレーキ・システムと、四輪車のEBDに相当する機能も持っている。
ブレーキレバー、ブレーキペダルどちらの操作でも前後輪にブレーキがかかる「フル・インテグラル」式と、ブレーキレバーの操作では前後輪、ブレーキペダルだけの操作では後輪にのみブレーキが掛かる「パーシャリー・インテグラル」式があるが、最新の形式では後者のみである。
「その状況で可能な最大の減速が、誰でも簡単にできる」と言われた一方、電動倍力装置を介していたことから「効きすぎて危険」「微妙なコントロールがしにくい」「倍力装置の作動音がうるさい」「メインスイッチを切って押す時の効き方が全く違い、戸惑う」などの指摘があった。
最新の形式では、前輪は通常の液圧式ディスクブレーキに近い構成とし、後輪用倍力装置が前ブレーキへの入力に感応して作動する方式となり、前述のネガティブな面が改良されている。
デュオレバーフロントサスペンション
2004年、K1200Sにおいて初採用。車のダブルウィッシュボーン方式のような形で、原型はホサックフォークと言われている。テレレバーよりもコンパクトであり剛性が高い。
オートマチック・スタビリティ・コントロール（ASC）
2007年から、Kシリーズ（K1200Sを除く）およびRシリーズにメーカーオプションとして設定。
過大な駆動力による後輪の空転や前輪の浮き上がりを検知すると、瞬間的に点火時期や燃料噴射を制御して安定性を確保する。車輪回転センサーはABS用を共用している。

## 現行車種
BMWモトラッドの一部を除く全ての車両はベルリンで生産されるが、G310についてはインドのTVSモーター・カンパニーで、いくつかの種類のエンジンはオーストリア、中国、台湾で製造される。現在生産している車種の大半はデヴィッド・ロブが設計した。ロブは1993年から2012年まで同社の主任設計者を務めた。
BMWモトラッドは2009年に8万2631台のオートバイを生産した。これは2008年の10万4220台と比べて20.7%の低下であった。最も人気があるモデルはR1200GSと兄弟車種のアドベンチャーであり、2万4467台を販売した。同車種は年間生産の28%を占める。
現在の生産車種の駆動方式はシャフトドライブ、チェーンドライブ、ベルトドライブと多種にわたり、排気量も313ccから1600cc、種類もオフロード、デュアルパーパス、スポーツ、ツアラータイプに及ぶ。

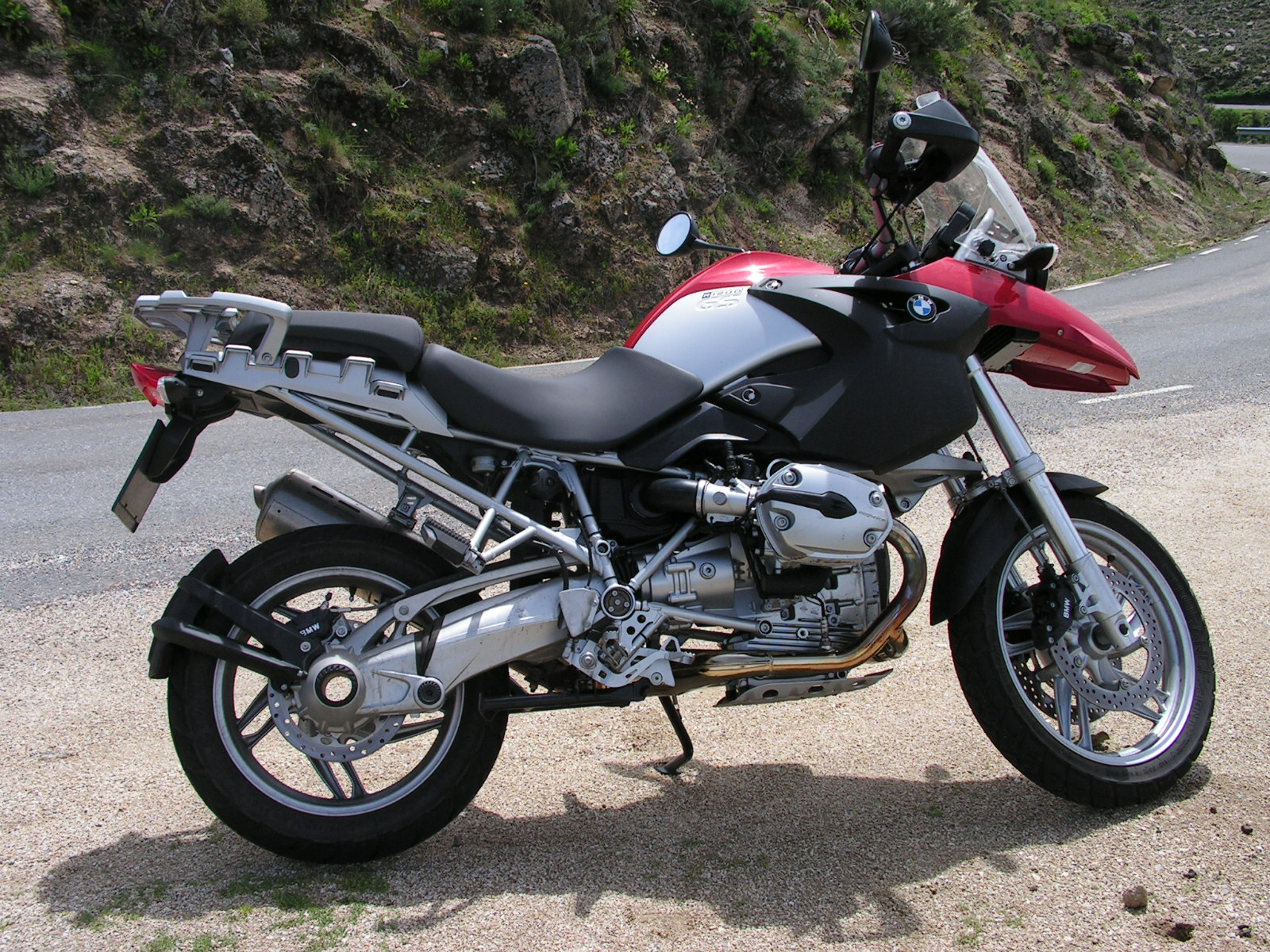
BMWのベストセラー、R1200GS

名称は「エンジン形式/排気量/使用用途別分類記号」が主に採用されているが「HP2」のように例外もある。主な使用用途の記号は下記に記す。
- 「S」 - シュポルト/スポーツ
- 「R」 - ロードスター/ネイキッド
- 「GS」 - ゲレンデシュトラッセ/デュアルパーパス
- 「RS」 - レンシュポルト
- 「RT」- ライゼツアラー/ツアラー
  - 「RT-P」 - ライゼツアラー・ポリッツァイ/ツアラー・ポリスパッケージ（白バイ仕様）　※市販されない
- 「ST」- シュポルトツアラー/スポーツツアラー
- 「LT」- ルクススツアラー/ラグジュアリーツアラー
- 「C」- クルーザー
- 「CL」- クルーザールクスス/ラクジュアリークルーザー

### Rシリーズ
水平対向4気筒または水平対向2気筒、直立単気筒エンジンを採用している。1932年のR32より続くシリーズ。

### Kシリーズ
直列6気筒または直列4気筒、直列3気筒エンジンを採用している。1983年に最初のモデルが発売され、当初はRシリーズから置換される予定であったが、ユーザーからはRシリーズの生産要望もあり、併売されることとなった。

### Fシリーズ
1994年から発売された水冷単気筒または並列2気筒エンジンを採用しているシリーズ。エンジンはロータックスとの共同開発、組み立てはアプリリアが行なっている。

### Gシリーズ
水冷単気筒エンジンを採用したシリーズ。製品の中にはFシリーズから移管されたものもある。

### Cシリーズ
2012年から発売された大型スクーターシリーズ。台湾の光陽工業（キムコ）が受託生産している。
電動スクーターモデルのC Evolution（2014年発売）、CE 04（2022年発売）なども存在するが、これらは原則としてベルリン工場での生産となる。

### HPシリーズ
HPはハイパフォーマンス、2は水平対向2気筒エンジン、4は並列4気筒エンジンを意味する。他のBMWモーターサイクルでは必ず配慮されていた操縦安定性、2人乗りを含む積載性、居住性等をある程度無視して走行性能を追求したシリーズであり、受注生産される。
- HP2エンデューロ - オフロード性能を大幅に高めたモデル。ストロークを稼ぎやすいテレスコピック式フロントサスペンションを採用、パニアケースなどツーリング対応装備を廃し、R1200GSに比べて大幅に軽量化している。全世界限定3000台。うち日本へは177台。
- HP2メガモト - シリーズ第二弾で、日本では2007年8月に予約開始。オンロード性能を高めたモデルである。
- HP2スポーツ - シリーズ第三弾で、日本では2008年12月に予約開始。。オンロード専用車両として開発され、世界各地の耐久レースにて好成績を収めたモデルのレプリカである。市販モデルには通常使われない、シートフレームを持たないフルカーボンカウリングや、2Dシステムズ製フル液晶メーター、シフトアシスタント等のパーツを多数装備している。また、水平対向エンジン搭載の市販車としては初めてDOHCヘッドを装備している。
- HP4 (2012年発売) - シリーズ第四弾で、シリーズ初となる4気筒エンジンモデル。2012年モデルのS1000RRをベースとしている。
- HP4レース  (2017年発売) - シリーズ第五弾で、世界初となるカーボン製メインフレームとホイールを装着しているロードレース専用車。MOTO GPのマシンに近づけているため軽量化されている。全世界限定750台。

### その他

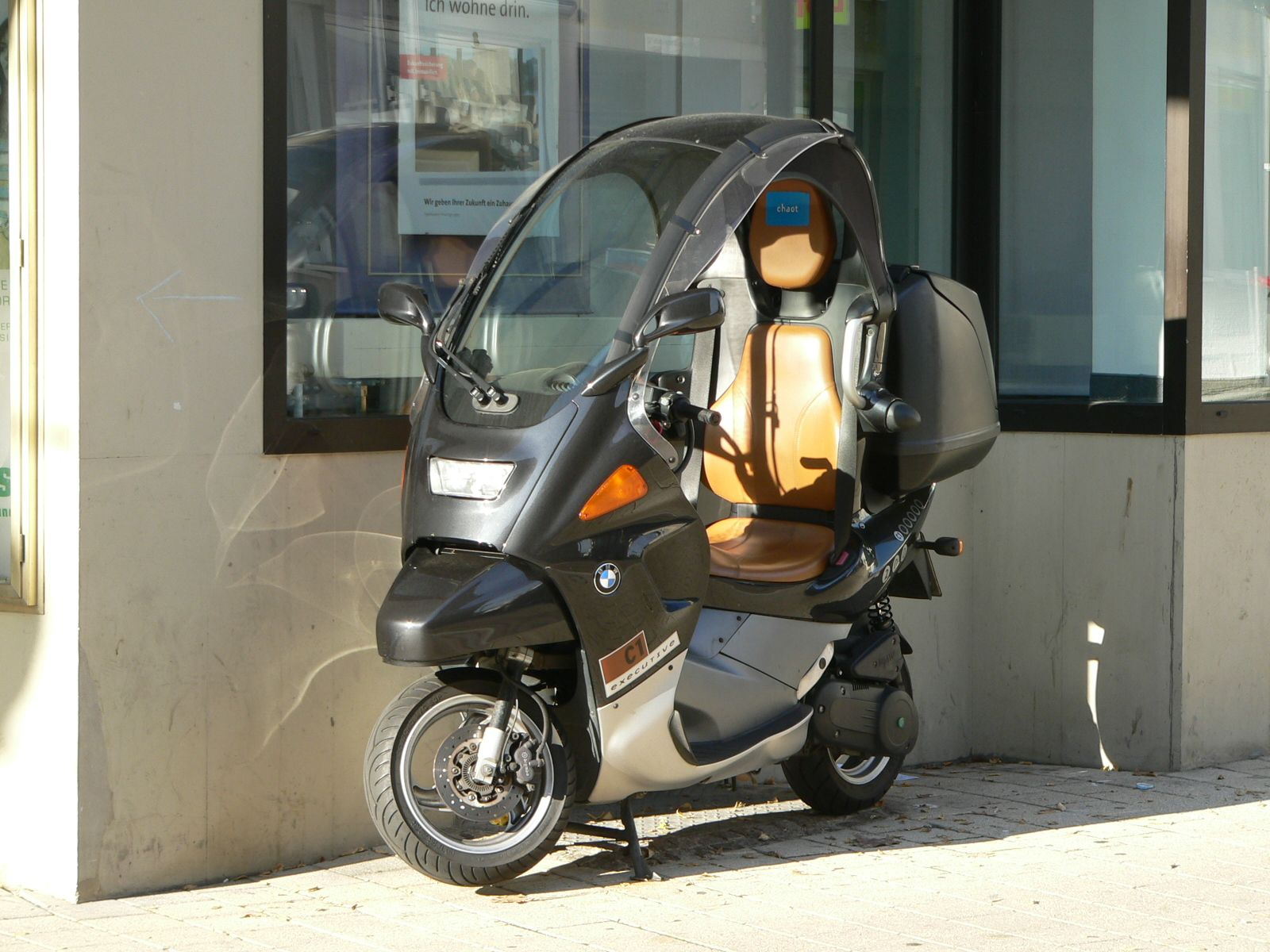
C1

- C1 - シートベルトを着用することでヘルメットを着用する必要をなくした屋根付きスクーター。現在の日本の法律では、自動二輪車にはヘルメットを着用しなければ乗車できないが、ヘルメットを着用すると安全性が下がるというデータがあり、ヘルメットで安全性が下がると主張したメーカーと、前例がないので認められないと反論した関係省庁の話し合いが平行線でお互い譲らず、日本国内での正規販売が見送られ、並行輸入された固体のみが販売された。
- S1000RR (2009年発売) - スーパーバイク世界選手権に参戦するために開発されたホモロゲーションモデル。並列4気筒エンジン、チェーン駆動、倒立サスなど、これまでのBMW的な設計思想から離れ、ホンダ・CBR1000RRやスズキ・GSX-R1000のような日本製スーパースポーツに近い造りになっている。左右非対称デザインのカウリングが特徴。日本仕様の初代モデルは規制対応のため出力を落とし、アクラポビッチのサイレンサーが標準装備されていたが、第2世代からはフルパワー仕様に近い出力を得た代わりに、サイレンサーも純正品が装備された。
- M1000RR（2021年発売）- 上述のS1000RRの後継車両。BMWモトラッドとしては初となるBMW Mブランド・モデルで、当初よりサーキット走行を想定したモデルとなっている[13]。

## モータースポーツ
BMWモトラッドはダカール・ラリーの二輪車部門に毎年参戦しており、これまでに6回優勝を果たしている。
2007年にBMWモトラッドは、2009年からS1000RRでスーパーバイク世界選手権へ参戦することを発表した。2009年、スペイン人ライダーのルーベン・チャウスとオーストラリア人ライダーのトロイ・コーサーを擁し、チーム・アルファBMWとして参戦した。2010年にはアンドリュー・ピットとローランド・レッシュもチーム・ライトヴァーゲンからBMWを駆って参戦した。

## 参照
1. ↑  “BMW Group Creates Two New Divisions”.   BMW Group (2007年9月27日). 2009年2月23日時点のオリジナルよりアーカイブ。2009年1月15日閲覧。
2. ↑  “The Future of BMW Motorrad ? Hendrik von Kuenheim talks to the media” (PDF).   BMW (2008年4月16日). 2009年1月19日閲覧。
3. ↑  Oliemuller, Roy (21 May 2008), Hendrik von Kuenheim elected president of the IMMA (press release), BMW Group 2010年1月9日閲覧。
4. 1 2  “Annual Report 2009” (PDF).  BMW Group. 2010年3月22日閲覧。
5. 1 2  “Annual Report 2008” (PDF).  BMW Group. 2010年1月6日時点のオリジナルよりアーカイブ。2010年1月10日閲覧。
6. ↑  “BMW Celebrates Production of Its Two Millionth Motorcycle”. autoevolution.com. (2011年5月13日) 2011年5月13日閲覧。
7. ↑  “BMW MOTORRAD ACHIEVES RECORD SALES YET AGAIN IN 2007”.   Biker Voodoo. 2012年10月21日閲覧。
8. ↑  “Berlin Plant”. Manufacturing Facilities.  BMW Group. 2008年9月18日閲覧。
9. ↑  Ash, Kevin (2012年1月30日). “Legendary design chief leaves BMW”. Motor Cycle News 2012年7月15日閲覧。
10. ↑  “David Robb leaves BMW”. Visordown. (2012年1月30日) 2012年7月15日閲覧。
11. ↑  Madson, Bart (2012年1月30日). “Running on Fumes”. Motorcycle USA 2012年7月15日閲覧。
12. ↑  “BMW Motorcycle Sales for 2009 and Prospects for 2010”.   webBikeWorld.com (2010年2月5日). 2010年2月18日閲覧。
13. ↑  BMW、“M”を冠した初のバイク「BMW M 1000 RR」 価格は378万3000円から - CAR Watch・2021年1月26日
14. ↑  “History of Dakar - RETROSPECTIVE 1979-2007” (PDF).   Dakar. 2009年1月7日閲覧。
15. ↑  “Dakar Rally Winners (Bike Category)”.   MotorSports Etc.. 2008年12月27日時点のオリジナルよりアーカイブ。2009年1月7日閲覧。
16. ↑  Insidebikes World Superbike News